# Kanton Forges-les-Eaux
Kanton Forges-les-Eaux (fr. Canton de Forges-les-Eaux) je francouzský kanton v departementu Seine-Maritime v regionu Horní Normandie. Skládá se z 21 obcí.

## Obce kantonu
- Beaubec-la-Rosière
- Beaussault
- La Bellière
- Compainville
- La Ferté-Saint-Samson
- Forges-les-Eaux
- Le Fossé
- Gaillefontaine
- Grumesnil
- Haucourt
- Haussez
- Longmesnil
- Mauquenchy
- Mesnil-Mauger
- Pommereux
- Roncherolles-en-Bray
- Rouvray-Catillon
- Saint-Michel-d'Halescourt
- Saumont-la-Poterie
- Serqueux
- Le Thil-Riberpré